# Plan gospodarczy

## Definicja planu
"Plan działań danego sprawcy – to opis działań przezeń zamierzonych [...]; plan – to opis możliwego w przyszłości doboru i układu czynności zjednoczonych wspólnym celem lub możliwego w przyszłości doboru i układu części składowych wytworu czynności tak zjednoczonych" – [T. Kotarbiński].
Zgodnie z założeniami prakseologii (zasada sprawnego, racjonalnego działania), planowanie jest zjawiskiem występującym w praktycznie każdej sferze ludzkiego życia.

## Plan gospodarczy
Plan gospodarczy to decyzja dotycząca działania gospodarczego, a planowanie gospodarcze – proces tworzenia i podejmowania decyzji.
W zależności od ustroju politycznego danego państwa, występują różne formy planowania gospodarczego. W przypadku realnego socjalizmu mamy do czynienia z podejmowaniem decyzji przez centralne organy władzy państwowo-partyjnej, jest to tak zwane planowanie scentralizowane. Z kolei wolność planowania jest związana z ustrojami demokratycznymi, gdzie prawie wszystkie podmioty gospodarcze mogą samodzielnie podejmować decyzje odnośnie do swoich działań. Ograniczenia w wolnej gospodarce dotyczą tylko troski o wspólne dobro i ochrony poszczególnych podmiotów gospodarczych.
Planowanie ma charakter ciągły, składa się z ciągle powtarzalnych działań podejmowanych przez podmioty gospodarcze. Planowanie gospodarcze nie stoi w opozycji do wolności gospodarczej, ponieważ są to dwa połączone ze sobą procesy. Jedynie system socjalistyczny jest w tej kwestii odmienny.

### Rodzaje planów gospodarczych
- Plany eksploatacyjne – są związane z planowaniem wykorzystania istniejących zasobów i warunków. Istniejące zasoby i warunki gospodarcze są traktowane jako dane, wyznaczające ograniczenia dla planującego.

- Plany rozwoju – ich celem jest przekształcenie warunków gospodarowania i powiększenie zasobów ekonomicznych. Działania wchodzące w ich skład to: powiększenie zasobów kapitału, rozwój nauki i techniki, kształcenie kadr, zagospodarowanie przestrzenne kraju, rekultywacja środowiska naturalnego.

### Proces tworzenia planu gospodarczego
Obecnie można wyróżnić dwie komórki, które zajmują się procesem tworzenia decyzji. Pierwsza odpowiedzialna jest za przygotowanie projektów decyzji, a druga za podjęcie decyzji. Praca zarówno w jednej, jak i w drugiej komórce wymaga odpowiedniej, fachowej wiedzy z danej branży oraz umiejętności stosowania fachowych procedur i środków technicznych. Decydenci, czyli ścisłe kierownictwo, podejmują ostateczną decyzję.
Celem każdego tworzonego planu gospodarczego jest osiągnięcie określonych celów przy zoptymalizowanym nakładzie czasu, kapitału i pracy oraz z jak najmniejszym negatywnym efektem zewnętrznym. Wewnętrznie spójne koncepcje świadczą o profesjonalizacji procesu tworzenia planu gospodarczego.
Treść i struktura planu zależy od wielu czynników, m.in.: celu działania, obszaru działania, wykonawców, wykorzystanych środków, sposobu realizacji decyzji oraz czasu. Każdy z tych czynników jest uwzględniany w procesie optymalizacyjnym, a ewentualny projekt decyzji jest powiązany z prognozą dotyczącą jego realizacji.

## Sfery i podmioty planowania w gospodarce rynkowej
W gospodarce rynkowej wśród uczestników procesu gospodarczego możemy wyróżnić trzy grupy. Każda z nich musi rozwiązywać w toku planowania działań właściwe sobie problemy.
- Podmioty gospodarcze prowadzące zarobkową działalność gospodarczą nastawioną na zysk, a więc przedsiębiorstwa (firmy) należące do różnych właścicieli. Są one uczestnikami procesów rynkowych, planują swoją działalność samodzielnie, według własnego uznania i w sposób uznany przez siebie za właściwy, kierując się dążeniem do uzyskania maksymalnej stopy zysku. Planowanie prowadzone przez te podmioty dotyczy głównie realnych procesów ekonomicznych: produkcji dóbr materialnych, transportu, usług, obrotu, choć może się też odnosić do pewnych działań związanych ze sferą regulacji, np. do działalności ubezpieczeniowej, bankowej, informacyjnej itd.
- Zakłady i instytucje należące do jednostek samorządu terytorialnego, prowadzące działalność gospodarczą w celu zaspokajania różnych potrzeb wspólnych społeczności lokalnych i regionalnych. Podmioty te funkcjonują w sferze planowania terytorialnego.
- Organy państwowe i inne instytucje wykonujące funkcje regulacyjne wobec gospodarki oraz sterujące działalnością służącą zaspokajaniu potrzeb ogólnospołecznych. Grupa ta tworzy sferę planowania krajowego (makroekonomicznego). Jest to obszar rozstrzygnięć organów władzy państwowej i naczelnych organów administracji w ich regulacyjnych oddziaływaniach na gospodarkę. W sferze tej mieści się planowanie polityki gospodarczej państwa.